# Promised Land (série de televisão)
Promised Land é uma série de televisão americana de drama familiar que estreou em 24 de janeiro de 2022 na ABC. A história se concentra em Joe Sandoval, patriarca de duas famílias latinas misturadas que administra um vinhedo de sucesso no Condado de Sonoma, Califórnia, e está se preparando para entregar a gestão do vinhedo a um de seus filhos. Duas subtramas envolvem os desafios de imigrantes indocumentados do México que vêm trabalhar no vinhedo e entram em conflito com a dona de um hotel que culpa Sandoval (que comprou o vinhedo de seu pai) pela morte de seu pai. Os cinco episódios finais da série estrearam no Hulu. Em maio de 2022, a série foi oficialmente cancelada após uma temporada.

## Elenco e personagens

### Principal
- John Ortiz como Joe Sandoval, o patriarca da família Sandoval e proprietário da Heritage House Vineyards em Sonoma Valley
- Cecilia Suárez como Lettie Sandoval, a segunda esposa de Joe e a matriarca da família Sandoval
- Augusto Aguilera como Mateo Flores, filho de Lettie de um casamento anterior e enteado de Joe, que é o gerente geral da Heritage House Vineyards. Ele também é filho de Billy e, portanto, secretamente sobrinho de Joe.
- Christina Ochoa como Veronica Sandoval, a filha mais velha de Joe
- Mariel Molino como Carmen Sandoval, a filha mais nova de Joe
- Tonatiuh como Antonio Sandoval, filho mais velho de Joe
- Andres Velez como Carlos Rincón, um jovem imigrante indocumentado que cruza a fronteira para os Estados Unidos para trabalhar na Heritage House Vineyards em 1987. Ele se torna José/Joe Sandoval com documentos falsos de seu irmão Roberto/Billy.
- Katya Martín como Juana Sánchez, uma jovem imigrante indocumentada que cruza a fronteira para os Estados Unidos com sua irmã Rosa em 1987. Ela se torna Leticia/Letty com documentos falsos de Guillermo/Billy.
- Rolando Chusan como Billy Rincón, um trabalhador indocumentado da Heritage House Vineyards e irmão mais velho de Carlos em 1987. Seu nome de nascimento é Roberto; ele assume o nome de Guillermo (William/Billy em inglês) com documentos falsos.
- Bellamy Young como Margaret Honeycroft, ex-esposa de Joe e mãe de Veronica, Carmen e Antonio, que está determinada a retomar a Heritage House Vineyards. Ela é dona do Honeycroft Hotel e é uma magnata hoteleira.

### Recorrente
- Ariana Guerra como Rosa, irmã de Juana em 1987
- Miguel Ángel García como Junior, filho de Joe e Lettie e o irmão mais novo de Sandoval
- Andrew J. West como Michael Paxton, marido de Veronica
- Natalia del Riego como Daniela, uma imigrante indocumentada de El Salvador que foi recentemente demitida como empregada doméstica da mansão Sandoval devido ao seu status de imigração
- Yul Vazquez como Padre Ramos, irmão de Joe e pai de Mateo
- Tom Amandes como O. M. Honeycroft, pai de Margaret em 1987
- Kerri Medders como jovem Margaret
- Julio Macias como Javier, o gerente geral recém-contratado da Heritage House Vineyards e ex-namorado secreto de Antonio

## Episódios
| ABC  |                                                          |                       |                        |                         |      |
| 1    | "A Place Called Heritage"                                | Michael Cuesta        | Matt Lopez             | 24 de janeiro de 2022   | 1.89 |
| 2    | "La Madrugada" "Day Break"                               | Edward Ornelas        | Matt Lopez             | 31 de janeiro de 2022   | 1.77 |
| 3    | "La Lucha" "The Struggle"                                | Nick Copus            | Emilia Serrano         | 7 de fevereiro de 2022  | 1.68 |
| 4    | "El Regalo" "The Gift"                                   | Felix Enriquez Alcalá | Michael Jones-Morales  | 14 de fevereiro de 2022 | 1.54 |
| 5    | "Los Rivales" "Rivals"                                   | Clara Aranovich       | Talia Gonzalez         | 21 de fevereiro de 2022 | 1.60 |
| Hulu |                                                          |                       |                        |                         |      |
| 6    | "El Cuchicheo" "The Whispering"                          | Nick Gomez            | Christopher Oscar Peña | 1 de março de 2022      | N/A  |
| 7    | "El Mejor de los Tiempos" "The Best of Times"            | Ryan Zaragoza         | Tara Tomicevic         | 8 de março de 2022      | N/A  |
| 8    | "La Verdad Te Hara Libre" "The Truth Shall Set You Free" | Chi-Yoon Chung        | Jamie Conway           | 15 de março de 2022     | N/A  |
| 9    | "La Cosecha" "The Harvest"                               | Lily Mariye           | Mark Wilding           | 22 de março de 2022     | N/A  |
| 10   | "La Tierra Prometida" "The Promised Land"                | Edward Ornelas        | Matt Lopez             | 29 de março de 2022     | N/A  |

## Produção

### Desenvolvimento
Em fevereiro de 2021, a ABC encomendou um piloto para um drama familiar intitulado Promised Land, originalmente intitulado American Heritage, do escritor e produtor executivo Matt Lopez. Em abril de 2021, foi anunciado que Michael Cuesta dirigiria o episódio piloto e seria um produtor executivo. Em 11 de agosto de 2021, Promised Land recebeu um pedido de série. Em 6 de maio de 2022, a ABC cancelou oficialmente a série após uma temporada.

### Seleção de elenco
Em março de 2021, Christina Ochoa foi escalada para o papel de Veronica Sandoval. No dia seguinte, Mariel Molino conseguiu o papel de Carmen Sandoval. Em abril, foi anunciado que Andrés Velez interpretaria Carlos Rincón. Na semana seguinte, John Ortiz foi escalado para o papel de Joe Sandoval. Três dias depois, Cecilia Suárez e Augusto Aguilera foram escalados como Lettie Sandoval e Mateo Flores, respectivamente. Na semana seguinte, Tonatiuh Elizarraraz foi escalado como Antonio Sandoval, e no dia seguinte, Katya Martín foi escalada como Juana Sánchez. Em maio de 2021, Rolando Chusan foi escalado como Billy Rincón. Em outubro de 2021, Bellamy Young foi escalada como Margaret Honeycroft. Em janeiro de 2022, Yul Vazquez, Julio Macias, Ariana Guerra, Kerri Medders, Tom Amandes, Natalia del Riego e Miguel Angel Garcia se juntaram ao elenco em papéis recorrentes.

## Lançamento
A série estreou em 24 de janeiro de 2022, na ABC. Devido à baixa audiência, a ABC retirou Promised Land da programação, a partir do quinto episódio, em 21 de fevereiro de 2022. Os últimos cinco episódios foram transmitidos exclusivamente no Hulu, a partir do sexto episódio, em 1º de março de 2022. Anteriormente, os episódios eram postados no Hulu no dia seguinte após a estreia, como é costume nos programas da ABC.
Promised Land foi lançada em mercados internacionais selecionados no Disney+ através do hub de conteúdo Star e na América Latina através do Star+.

## Recepção
O site agregador de críticas Rotten Tomatoes relatou uma taxa de aprovação de 100% com uma classificação média de 7.4/10, com base em 7 críticas. O Metacritic, que usa uma média ponderada, atribuiu uma pontuação de 72 em 100 com base em 5 críticas, indicando "críticas geralmente favoráveis".